# 9K114 Schturm
Die 9K114 Schturm (russisch 9К114 Штурм, NATO-Codename AT-6 Spiral) ist eine Panzerabwehrrakete aus sowjetischer Produktion. Der GRAU-Index der Lenkwaffe lautet 9M114.

## Entwicklung
Die 9K114 Schturm wurde ab 1967 vom Maschinenentwurfsbüro Kolomna entwickelt, das schon für die 2K15 Schmel- und 9K11 Maljutka-Panzerabwehrraketen verantwortlich zeichnete. Primär war die Ausrüstung der Mi-24-Kampfhubschrauber geplant. Aufgrund von Entwicklungsverzögerungen wurde als Zwischenlösung zunächst eine aufgewertete 2K8 Falanga mit SACLOS verwendet. Die Testphase der 9K114 war 1974 abgeschlossen und 1976 wurde das System bei der Truppe eingeführt. Es existiert kein direktes westliches Gegenstück zu dieser Rakete, am nächsten kommt ihr die AGM-114 Hellfire.
Als die 9M114 von der NATO erstmals an einem Mi-24 beobachtet wurde, bekam sie den NATO-Code AS-8. Die Klassifizierung AS steht für Air-to-Surface Missile (Luft-Boden-Lenkwaffe). Als man später entdeckte, dass es sich bei der 9K114 um eine Panzerabwehrrakete handelte, änderte man die Bezeichnung auf AT-6 „Spiral“. Der NATO-Code AS-8 wurde nicht weiter verwendet.

## Varianten
- 9K114S Schturm-S: Bodengebundene Version, nur Prototyp.
- 9K114SM Schturm-SM: Modernisierte Version für den Einsatz der 9K120 Ataka.
- 9K114W Schturm-W: Luftgestützte Version, eingeführt 1979.
- 9K114F Schturm-F: Schiffsgebundene Version, nur Prototyp.
- 9K120 Ataka: Nachfolgesystem (NATO: AT-9 Spiral-2)

## Einsatzplattformen
Die fahrzeuggebundene Version Schturm-S kommt beim auf dem MT-LB basierenden Jagdpanzer 9P149 zum Einsatz. Das Kettenfahrzeug verfügt über einen Werferarm sowie über ein Magazin für zwölf Lenkwaffen. Die luftgestützte Version Schturm-W kommt mit den Hubschraubern Mi-8 „Hip“, Mi-28 „Havoc“, Mi-24 „Hind“ und dem Ka-29 Helix-B, zum Einsatz.

## Technik
Die Rakete wird in einem Aluminiumrohr transportiert und auch aus diesem abgefeuert. Die Rakete verwendet einen Sojus-NPO-Feststoffraketenantrieb. Beim Start befördert eine kleine Ausstoßladung die Rakete aus dem Startrohr.
Die Rakete wird über SACLOS per Funk gesteuert. Die Funksteuerung erlaubt gegenüber der herkömmlichen Drahtsteuerung eine höhere Geschwindigkeit und Reichweite. Die Funksteuerung erfolgt über Ultrakurzwelle mit fünf Frequenzbändern und zweifacher Codierung, um die Anfälligkeit für Störmaßnahmen zu minimieren. Das System beinhaltet eine 8-fach-Tageslichtsuchoptik KPS-53AW mit integriertem Laserentfernungsmesser. Nach dem Start muss der Schütze das Ziel bis zum Einschlag im Ziel im Visier halten. Steuerkommandos werden per Ultrakurzwelle an die Rakete übertragen. Die Rakete fliegt oberhalb der Sichtlinie des Schützen. Da die Zielentfernung über den Laserentfernungsmesser bestimmt wird, stößt die Rakete erst kurz vor dem Einschlag von oben auf das Ziel herab. Diese Vorgehensweise dient hauptsächlich der Vermeidung von Kollisionen mit Hindernissen und nicht oder nur nachrangig dazu, durch einen Angriff von oben Vorteile zu erzielen und kann abgeschaltet werden. Um die gesamte Reichweite von 5 km zu durchfliegen, benötigt die Waffe 14,5 Sekunden. Die maximale Fluggeschwindigkeit beträgt 550 m/s (rund Mach 1,6). Es ist möglich, langsam fliegende Hubschrauber anzugreifen – da die Rakete aber über einen Kontaktzünder verfügt, ist anders als bei herkömmlichen Flugabwehrraketen ein direkter Treffer nötig.
Während der 1980er- und 1990er-Jahre wurden einige Testserien mit 120 9M114-Raketen auf dem Aberdeen Proving Ground durchgeführt (Codename: Passive Nova), die aus osteuropäischen Quellen stammten. Die Ergebnisse waren enttäuschend. Nur 4 % der Raketen, die auf bis zu 15 km/h schnelle Ziele abgefeuert wurden, trafen ihr Ziel, während 11 % der auf stationäre Ziele abgefeuerten Raketen ihr Ziel trafen. Bei Tests mit späteren Modellen ergaben sich Trefferwahrscheinlichkeiten von etwa 24 %. Sowjetische Quellen berichten von 75 bis 85 % Trefferwahrscheinlichkeit, während des sowjetischen Afghanistankrieges. Auch eine Mil-Vorführung in Schweden Ende 1995, bei der ein Mi-28A Schturm- und Ataka-Raketen abfeuerte, zeigte gute Ergebnisse. Aus einem in der Luft stehenden Helikopter wurde auf ein 900 m entferntes Ziel und bei einer Fluggeschwindigkeit von 200 km/h auf ein 4.700 m entferntes Ziel gefeuert. Beide Raketen schlugen in einem Radius von einem Meter um ihr Ziel ein. Bedenklich ist jedoch die Tatsache, dass bei dieser Vorführung verschiedene Male die Sprengköpfe der Lenkwaffen infolge Fabrikationsmängeln nicht detonierten.

## Lenkwaffen
- 9M114 Kokon: 1. Serienversion mit 9N132-Hohlladungssprengkopf, Reichweite 5 km, Panzerdurchschlag 560 mm RHA.[1]
- 9M114M: 2. Serienversion eingeführt in den 1980er-Jahren. Panzerdurchschlag 650 mm RHA.
- 9M114F: Version mit 9N132F-Splittergefechtskopf.[1]
- 9M114M1: 3. Serienversion mit verbesserter Elektronik und neuer 7,4-kg-Hohlladung. Reichweite 6 km
- 9M114M2: Verbesserte 9M114M1 mit Tandem-Hohlladung, Reichweite 7 km, Panzerdurchschlag 560–700 mm RHA.
- 9M120: Nachfolgesystem, siehe 9K120 Ataka

## Verbreitung
- Angola
- Algerien
- Armenien
- Aserbaidschan
- Äthiopien
- Bulgarien
- Georgien
- Indien
- Indonesien
- Jemen
- Kasachstan
- Kroatien
- Libyen
- Mazedonien
- Moldau
- Nigeria
- Polen
- Russland
- Serbien
- Slowakei
- Sri Lanka
- Sudan
- Tschechien
- Ukraine
- Usbekistan
- Venezuela
- Belarus
- Zypern